# Scelio lugens
Scelio lugens är en stekelart som beskrevs av Jean-Jacques Kieffer 1910. Scelio lugens ingår i släktet Scelio och familjen Scelionidae. Inga underarter finns listade i Catalogue of Life.